# یولیوس فالکنشتاین
یولیوس فالکنشتاین (انگلیسی: Julius Falkenstein؛ ۲۵ فوریهٔ ۱۸۷۹ – ۹ دسامبر ۱۹۳۳) هنرپیشه اهل آلمان بود. وی بین سال‌های ۱۹۱۴ تا ۱۹۳۳ میلادی فعالیت می‌کرد.
از فیلم‌هایی که وی در آن نقش داشته است، می‌توان به قلعه اشباح، دارایی‌های دوک بزرگ، جاسوس، دکتر مابوزه: قمارباز و دانوب آبی اشاره کرد.